# Армянское прелатство Атропатены
Тавризская епархия Эчмиадзинского патриархата Армянской Апостольской церкви (арм. Հայ Առաքելական եկեղեցու Էջմիածնի պատրիարքության Թավրիզի թեմ) — упразднённая архиепископская епархия Армянской Апостольской церкви бывшая в составе Эчмиадзинского патриархата с центром в городе Тавриз (Тебриз).
Сегодня территория упразднённой Тавризской епархии входит в ведение Атропатенской епархии Армянской Апостольской церкви.

## История
В юрисдикцию Тавризской епархии входила Адербейджанская провинция Персии. По данным на 1911 год количество верующих данной епархии Армянской Апостольской церкви — 40.000, общин — 70, а также верующих Армянской Католической церкви - 400 человек.
Епархия имела 100 церквей.